# Surangel Whipps Jr.
Surangel S. Whipps Jr. (Baltimore, 9 de agosto de 1968) é um empresário e político palauano, sendo o décimo e atual presidente de Palau desde 21 de janeiro de 2021. Reside no estado de Ngatpang, República de Palau.
Whipps nasceu em Baltimore, Maryland, filho de Surangel Whipps, também empresário e senador. Sua mãe é norte-americana nascida em Maryland.
Tem graduação em Administração de Empresas e Economia pela Universidade Andrews e MBA pela Universidade da Califórnia.